# Ангел мести (фильм, 2002)
«Ангел мести» (англ. Avenging Angelo) — художественный фильм 2002 года выпуска в жанре комедийного боевика, поставленный режиссёром Мартином Бёрком. В главных ролях снялись Сильвестр Сталлоне и Мэделин Стоу. Это последний фильм, в котором сыграл Энтони Куинн — премьера фильма в Италии состоялась 30 августа 2002 года, через год после его смерти. Реакция критиков была негативной, и фильм провалился в прокате: мировые сборы составили 824 597 долларов при производственном бюджете почти в 17 миллиона долларов.

## Сюжет
Когда-то гангстерский босс Луцио Малатеста подстроил убийство своего конкурента Сэмми Карбони другим конкурентом по имени Анджело Аллигьери, что привело сына Сэмми — Джанни — к желанию отомстить.
Фрэнки Делано провёл всю жизнь, охраняя Анджело и его дочь, Дженнифер Барретт, чей муж Кип Барретт отдал их сына Роули в школу-интернат против желания Дженнифер.
Дженнифер была выращена приёмными родителями Уитни Тауерс и Пегги Тауерс и не знает, что Анджело — её отец.
После убийства Анджело киллером Бруно Фрэнки представляется Дженнифер и рассказывает, кто он и чем занимается.
Пребывая в растерянности, Дженнифер с трудом справляется с новостью, что её муж — бабник, и не верит, что она дочь известного гангстера. Однако DVD, записанный Анджело на случай, подобный этому, убеждает Дженнифер, что это правда.
Конечно, Дженнифер не хочет, чтобы её постоянно сопровождал телохранитель, даже Фрэнки. Она бросает Кипа и влюбляется в итальянского писателя любовных романов по имени Марчелло, читающего лекции в её книжном клубе. У Фрэнки есть сомнения насчёт Марчелло, однако он должен оставаться в стороне — такова его работа.
Фрэнки спасает Дженнифер от серии нападений. После уничтожения многих врагов Анджело, в том числе и Луцио Малатеста, Фрэнки разрешает ей посетить Италию с Марчелло. Однако оказывается, что Марчелло на самом деле является Джанни Карбони, который и убил Анджело. Теперь Джанни планирует убить Дженнифер.
Настало время Фрэнки защитить её ещё раз.

## В ролях
| Актёр              | Роль                        |
| ------------------ | --------------------------- |
| Сильвестр Сталлоне | Фрэнки Делано               |
| Мэделин Стоу       | Дженнифер Барретт Аллигьери |
| Энтони Куинн       | Анджело Аллигьери           |
| Рауль Бова         | Марчелло (Джанни Карбони)   |
| Харри Ван Горкум   | Кип Барретт                 |
| Билли Гарделл      | Бруно                       |
| Джордж Тулиатос    | Луцио Малатеста             |